# イグナシオ・アンブリス
マルコス・イグナシオ・アンブリス・エスピノサ（Marcos Ignacio Ambríz Espinoza、1965年2月7日 - ）は、メキシコ・メキシコシティ出身の元同国代表サッカー選手、現サッカー指導者。現役時代のポジションはDF。2024年よりリーガMXに所属するサントス・ラグナの監督を務める。

## 選手経歴
現役時代は主にクルブ・ネカクサでプレーし、1994-95シーズンと1995-96シーズンのリーグ2連覇を経験した。
1992年から1995年で招集されたメキシコ代表では通算64キャップ6ゴールを記録しており、1994年に出場した1994 FIFAワールドカップでは全4試合に出場した。また、1993年には1993 CONCACAFゴールドカップ優勝を果たした。

## 指導者経歴
国内の中堅クラブで経験を積み、2015年に就任したクラブ・アメリカではCONCACAFチャンピオンズリーグを制し、昨シーズンからの2連覇を達成した。また、2018-19シーズンにはクラブ・レオンを率いて好成績を残したことで同シーズンのリーグ最優秀監督賞を獲得した。
2021年6月28日、SDウエスカの監督に就任することが発表され、2年契約を交わした。しかし、成績不振で解任された。
2021年12月1日、デポルティーボ・トルーカの監督として2年半契約を結んだ。
2024年2月12日、サントス・ラグナの監督に就任した。

## タイトル

### 選手時代
クルブ・ネカクサ
- リーガMX：2回（1994-95、1995-96）
- コパ・メヒコ：1回（1994-95）
- カンペオン・デ・カンペオーネス：1回（1995）
- CONCACAFカップウィナーズカップ：1回（1994）

メキシコ代表
- CONCACAFゴールドカップ：1回（1993）

### 指導者時代
クラブ・アメリカ
- CONCACAFチャンピオンズリーグ：1回（2015-16）

クルブ・ネカクサ
- コパ・メヒコ：1回（2018クラウスラ）

クラブ・レオン
- リーガMX：1回（2020ガーディアネス）

個人
- リーガMX最優秀監督：1回（2018-19）
- リーガMXベストイレブン（監督）：1回（2020ガーディアネス）